# Circondario di Neustadt am Rübenberge
Il circondario di Neustadt am Rübenberge (in tedesco Landkreis Neustadt am Rübenberge) è stat un circondario (Landkreis) della Bassa Sassonia, in Germania.

## Storia
Fu istituito nel 1885 come circondario nella provincia di Hannover del regno di Prussia.
Capoluogo e centro maggiore era la città di Neustadt am Rübenberge.
Fu soppresso nel 1974 e unito al circondario di Hannover.
Al momento della soppressione, contava 59 comuni.

## Comuni
- Amedorf
- Averhoy
- Basse
- Berenbostel
- Bevensen
- Blumenau
- Bokeloh
- Bordenau
- Borstel
- Brase
- Büren
- Dedensen
- Dinstorf
- Dudensen
- Eilvese
- Empede
- Esperke
- Evensen
- Frielingen
- Garbsen
- Hagen
- Havelse
- Helstorf
- Horst
- Idensen
- Klein Heidorn
- Kolenfeld
- Kronsbostel
- Laderholz
- Lichtenhorst
- Luthe
- Lutter
- Luttmersen
- Mandelsloh
- Mandelsloh in der Wiek
- Mandelsloh über dem See
- Mardorf
- Mariensee
- Mesmerode
- Metel
- Meyenfeld
- Moordorf
- Neustadt am Rübenberge
- Niedernstöcken
- Nöpke
- Osterwald, Oberende
- Osterwald, Unterende
- Otternhagen
- Poggenhagen
- Rodewald
- Rodewald mittlere Bauerschaft
- Rodewald obere Bauerschaft
- Rodewald untere Bauerschaft
- Scharrel
- Schloß Ricklingen
- Schneeren
- Stelingen
- Stöckendrebber
- Suttorf
- Vesbeck
- Warmeloh
- Welze
- Wulfelade
- Wunstorf